# ترویشتدت
ترویشتدت (به آلمانی: Troistedt) یک شهر در آلمان است که در وایمارر لاند واقع شده‌است. ترویشتدت ۲۰۳ نفر جمعیت دارد.